# I'tikaf
I'tikaf  (retiro en la mezquita) (en árabe: اعتکاف‎), es un acto de adoración en el Islam y es una práctica islámica que consiste en un periodo de retiro en una mezquita, por un número determinado de días, bajo el riesgo de quien lo practica.
I'tikaf tiene unas condiciones que los ha sido mencionado en los libros religiosos.
El acto en el Islam es aconsejable. Según las narraciones, para I'tikaf  hay unos días individuados. Profeta del Islam  quedaba en la mezquita en el mes de Ramadán.
Quien practica el retiro se llama Mu‘takif. Y tienen que ayunar en los días que queda en la mezquita.
El ritual de I'tikaf se celebra durante Ayyám Al Bid (los días luminosos) (13 al 15) de Rayab en la mayoría de ciudades iraníes.

## Terminología
El I'tikaf en el idioma: significa apagarse a algo, conseguirse a ello.
I'tikaf se deriva de "Akaf" (عکف) que significa adherirse, dedicando o dedicarse a algo como un signo de honrar.

### El I'tikaf en Sharia
El I'tikaf en Sharia significa: Mantenerse en la mezquita para adorar a Dios.
“Al-i’tikaf” desde el punto de vista de la jurisprudencia, significa retiro, clausura, permanecer en la mezquita durante unos días con la intención de dedicarse -por completo- a rendir culto, obedecer y acercarse a Dios.

## Antecedente de I'tikaf
Aunque los musulmanes han aprendido del profeta del Islam cómo realizan I'tikaf, pero según unas narraciones, había sido un costumbre como I'tikaf. Por ejemplo, se ha narrado que 'Umar preguntó al Profeta: En la Ignorancia (antes del Islam) hice un voto de retirarme a la Mezquita Sagrada por una noche (¿qué debo hacer?)’. El Profeta dijo: «Cumple, pues, con tu voto».

## I'tikaf del Profeta
El profeta primera vez en la Medina, quedó en la mezquita los diez días primeros  del mes de ramadán, y en el año siguiente los diez días segundas del mes de ramadán quedó en la mezquita, y en el tercer año, quedó los diez días terceros del mes de ramadán.

## Resoluciones y Condiciones

### Tiempo
No hay un tiempo fijo e individual para I'tikaf, pero según las narraciones, el profeta del Islam en el mes de ramadán hacía I'tikaf, por eso el mes de ramadán es el mejor tiempo para I'tikaf, y especialmente los últimos diez días de este mes. Y según las narraciones I'tikaf en estos días es muy recomendable (mustahab). Los sunitas en estos días lo hacen.
Pero entre los chiitas además del mes de ramadán, hoy en día, la celebración de I'tikaf es en 13,14 y 15 del mes de Rayab. Y los tres días se llaman Ayyám Al Bid (los días luminosos).
Narró de Yarir ibn ‘Abd-Allaah  que el Profeta dijo:  “Ayunar tres días del cada mes es ayunar por toda una vida, y ayaam al-bid son los días decimotercero, decimocuarto y decimoquinto” .
Se narró que Abu Dharr dijo: el Profeta  me dijo:  “Si ayunas una parte del mes, hazlo los días decimotercero, decimocuarto y decimoquinto” .

### Duración
Quien hace una promesa de hacer el I‘tikaf por un tiempo específico debe ingresar a la mezquita antes de que se ponga el sol del día anterior a la fecha prometida, y solo puede terminar el I‘tikaf y salir definitivamente de la mezquita cuando se haya puesto el sol del último día prometido.
Según el chiita, la duración de I'tikaf no debe ser menos de tres días (Desde el amanecer del primer día hasta el atardecer del tercer día).
Mutakif (Quien practica el retiro) no puede salir de la mezquita en los días de I'tikaf pero puede salir de I'tikaf en el segundo día pero después de terminar del segunda día de I'tikaf, no puede salir de la mezquita y es obligatorio que quede en la mezquita hasta la terminación del día tercero.

### Lugar
Según algunas Hadices, I'tikaf se celebra en la Mezquita al-Haram,  Mezquita al-Nabi ,  Mezquita al-Kufa y la Mezquita de Basora. Pero en otras hadices se ha narrado que se puedes celebrar I'tikaf en la mezquita Yame (la principal y por lo general mezquita más grande de la ciudad) u otras mezquitas de la ciudad.

### Ayuno
El ayuno es una de las condiciones necesarias de I'tikaf según chií, Maliki y la mayoría de Hanafis. Y quien quieres hacer I'tikaf tiene que ayunar durante de los días que hace I'tikaf.

### Quedar en la mezquita
Durante de tiempo de I'tikaf, el Mutakif no puede salir de la mezquita excepto para unos trabajos importantes como: participación en Salat al-Yumu'ah (Rezo del viernes), la participación en el funeral (tashi '), dando testimonio, visitar a un enfermo y la preparación de alimentos y agua. Incluso en estos casos, mu'takif no debe sentarse mientras está fuera de la mezquita y no debe caminar en la sombra tanto como sea posible.

## Los actos prohibidos en I'tikaf
En I'tikaf los prohibidos son: 
- Salir de la mezquita.
- Actividades sexuales (incluso besar). y no tengáis relaciones con ellas si estáis haciendo retiro en las mezquitas} [Corán 2:187]
- Usar perfumes y perfumar las flores.
- Comprar  y vender algo (Excepto para alimentación y las cosas necesidades),
- Discutir sobre los asuntos mundiales.[10]